# Hot Action Cop
Gli Hot Action Cop sono un gruppo musicale rap rock statunitense, formatosi a Nashville nel 2001. Devono parte della loro notorietà al singolo Fever for the Flava, pubblicato nel 2003 e compreso nella colonna sonora del film American Pie - Il matrimonio.

## Storia del gruppo
Il gruppo fu fondato dal cantante e chitarrista Rob Werthner, originario di Long Island, insieme al bassista Luis Espaillat, il batterista Kory Knipp e il secondo chitarrista Tim Flaherty, cui si aggiunse nel 2002 il tastierista Daniel Feese, durante i preparativi dell'album di debutto omonimo. Knipp lasciò il gruppo nel dicembre 2003, restando però amico del gruppo, suonando occasionalmente la batteria, per poi rientrare nel 2011.
Espaillat se ne andò nel 2006, per dedicarsi a progetti musicali propri. Il bassista Juan Chavolla entrò nel 2008 e quattro anni dopo anche il tastierista Brian Smith, vecchia conoscenza del cantante.

### Nutbag EP,Hot Action Cop(2001–2003)
Il loro nome deriva dal soprannome dato da Werthner e i suoi amici al secondo fidanzato della sua ex ragazza, negli anni novanta. L'uomo era un agente della NYPD, con un modo di apparire riconducibile agli agenti di polizia degli anni settanta, soprattutto per quanto riguarda il taglio di capelli. Dopo averlo incontrato, lo considerarono "un seducente poliziotto in azione" ("here comes the hot action cop"). Werthner e il suo gruppo citano come propri ispiratori Red Hot Chili Peppers, Faith No More, The Eagles, la scena hardcore punk di New York, l'hip hop degli Stati Uniti del sud, diversi artisti punk, metal e reggae e i cantautori Billy Joel ed Elvis Costello.
La loro prima incisione, l'EP Nutbag, fu registrata nel 2001 e pubblicata un anno dopo, e fu resa disponibile per l'acquisto solo nelle esibizioni dal vivo o per contatti diretti col gruppo. Nel 2003 pubblicarono il loro primo album di inediti, Hot Action Cop, prodotto da Michael Baker, per conto dell'etichetta discografica Lava Records/Atlantic Records. Ottennero un discreto seguito col singolo "Fever for the Flava", che però fu trasmesso raramente in radio. Il gruppo si esibì in diversi tour tra l'ottobre del 2002 e il dicembre del 2003, negli Stati Uniti, in Canada, Germania e Regno Unito, aprendo per gli Evanescence e i Trapt, e partecipò anche all'edizione del 2003 di Lollapalooza, in alcuni concerti degli Stati Uniti nordoccidentali.

### 2009 EP
Nel 2009 gli Hot Action Cop pubblicarono un EP composto da sei tracce, con Werthner, Flaherty, Espaillat, Feese, e il batterista provvisorio Miles McPherson, coinvolto in alcune sessioni di registrazione.

### Comfortably Numb(2012)
Il primo maggio 2012 il gruppo pubblicò su iTunes e Amazon una cover dei Pink Floyd, "Comfortably Numb". La canzone, registrata durante una pausa concessa dai tour nel 2003, presenta la formazione originale di Werthner, Flaherty, Espaillat, Knipp e Feese.

### Listen Up!(2014)
Il 7 febbraio 2014 il gruppo pubblicò su iTunes e Spotify  l'album Listen Up!  Per il brano "House of Pain", estratto dal disco, fu prodotto e girato un video promozionale. L'album fu dedicato a Daniel Feese, morto un mese prima della pubblicazione.

### 2015 e anni seguenti
A partire dal 2015 gli Hot Action Cop hanno inaugurato il festival privato Lampapalooza a Wauwatosa (Wisconsin), spartendo le proprie esibizioni con gli Sponge, Public Enemy, Run DMC, EPMD, Rakim, Sir Mix-a-Lot, Bobby Bare Jr. ed Elephant Room.
Timmy Flaherty ha pubblicato due album solisti  su iTunes e Spotify, ed ha anche suonato in un gruppo di tributo ai Ramones, col cantante Dylan Feese, fratello di Daniel.
Juan Chavolla si è unito agli Elephant Room, gruppo di Louisville (Kentucky), suonando dal vivo e registrando col collega Malcolm Springer ad Nashville (Tennessee). Gli Elephant Room e gli Hot Action Cop hanno suonato insieme in diverse esibizioni dal vivo, con Chavolla al basso in entrambi i gruppi.
Rob Werthner e il produttore originario Michael Baker hanno lavorato, in anni recenti, alla produzione di un nuovo album a nome degli Hot Action Cop, la cui pubblicazione non è stata ancora confermata.

## Formazione

### Attuale
- Rob Werthner – voce e chitarra (2001–presente)
- Timmy Flaherty – chitarra (2001–presente)
- Kory Knipp – batteria (2001–2003, 2007, 2011–presente)
- Juan Chavolla – basso (2008–presente)
- Brian Smith - tastiera e sassofono (2012–presente

### Ex componenti
- Luis Espaillat – basso (2001–2006)
- Daniel Feese – tastiera (2002–2007, morto nel 2014)
- Miles McPherson – batteria (2004–2006)
- Gary Horrie – batteria (2007)
- Johnannes Greer – batteria (2008–2011)

## Discografia

### Album in studio
- 2003 - Hot Action Cop – No. 46 US Heatseekers[3]
- 2014 - Listen Up!

### EP
- 2002 - Nutbag
- 2009 - 2009 EP

### Singoli
- "Fever for the Flava" (2003) – No. 38 US Alternative,[4] No. 13 AUS[5]
- "Don't Want Her to Stay" (2003) – No. 76 AUS[6]
- "Comfortably Numb" (2012)
- "House of Pain" (2014)
- "Record Player" (2016)